# 喜多村円
喜多村 円（きたむら まどか、男性、1957年5月24日 - ）は、日本の実業家。TOTO代表取締役会長兼取締役会議長、住宅リフォーム推進協議会会長、日本建材・住宅設備産業協会副会長、九州経済連合会副会長。

## 人物
1957年5月24日福岡県生まれ。福岡県立東筑高等学校、長崎大学経済学部卒業。

## 略歴
- 1981年4月、東陶機器（現・TOTO）に入社
- 2005年4月、同社経営企画部長
- 2006年6月、同社執行役員　経営企画部長
- 2008年4月、同社執行役員　浴室事業部長
- 2012年4月、同社取締役　常務執行役員　システム商品グループ担当
- 2013年6月、同社取締役　専務執行役員　システム商品グループ担当
- 2014年、同社社長に就任
- 2020年、同社会長兼取締役会議長[2]、住宅リフォーム推進協議会会長[3]、日本建材・住宅設備産業協会副会長[4]